# Nesowithius seychellesensis
Nesowithius seychellesensis är en spindeldjursart som beskrevs av Beier 1940. Nesowithius seychellesensis ingår i släktet Nesowithius och familjen Withiidae. Inga underarter finns listade i Catalogue of Life.